# Nintendocore
Il Nintendocore, noto anche come Nintendo rock, video rock, e nerdcore, è uno stile musicale che risente l'influenza del rock più aggressivo, della musica per videogiochi come la chiptune, dell'hardcore punk e dell'heavy metal.

## Storia e artisti
Sebbene gli stili legati alla musica per videogiochi, quali la chiptune e il bitpop, siano emersi molti anni prima, la variante "hardcore" di questa corrente venne inventata dagli Horse the Band che si definirono, seppur in modo auto-ironico, un gruppo "Nintendocore". Essi pubblicarono cinque album in studio, fra cui il debutto Secret Rhythm of the Universe del 2000, che confermarono l'esistenza di questo nuovo stile. Un esempio di brano Nintendocore è The Black Hole, tratto dal loro terzo album The Mechanichal Hand, che presenta voci urlate, "riff di console Nintendo" ed "effetti sonori tratti da numerosi videogiochi.
Un altro gruppo musicale pioniere del Nintendocore fu quello degli Advantage che, grazie al loro album The New York Times, vennero considerati fra i più importanti "di musica mainstream ispirata alle sonorità videoludiche". Gli Advantage sono un gruppo musicale di rock strumentale fondato da due studenti della Nevada Union High School che, secondo le testimonianze, "non suonano nulla, ma musica tratta dai giochi per console della Nintendo". Creando cover in versione rock di colonne sonore dei videogiochi, essi "diedero legittimità all'esistenza di uno stile chiamato Nintendocore".
I Minibosses sono un'altra formazione che, oltre a comporre brani originali, propone numerose cover di colonne sonore videoludiche (Contra, Double Dragon, Excitebike e altre). Il gruppo proviene da Phoenix, in Arizona e, oltre ad essere riconosciuto uno dei primi dello stile Nintendo rock, tenne concerti a vari eventi dedicati ai videogiochi. Il loro album The Harvard Crimson è un riferimento alla scelta del gruppo di dichiararsi "rivale giurato" dei NESkimos, un'altra formazione Nintendocore.
I Depreciation Guild, che si sciolsero nel 2011, erano un gruppo musicale indie che risentiva l'influenza dei suoni della musica chiptune, e dello shoegaze. Il loro album di debutto In Her Gentle Jaws venne definito da Pitchfork "un album ancora più Nintendocore di quelli proposti da pietre d'angolo dello stile quali gli Advantage o i Minibosses". La title track del disco "potrebbe plausibilmente provenire da una cartuccia della NES".
Altri fra i maggiori gruppi dello stile includono Math the Band, The Megas, The Octopus Project, An Albatross, Rolo Tomassi, Crystal Castles, e gli Hella, includenti il batterista degli Advantage Spencer Seims. Sebbene gli Sky Eats Airplane si definiscano una band Nintendocore, la rivista canadese Exclaim! mise in dubbio la loro appartenenza a questo stile.

## Caratteristiche
Il Nintendocore viene generalmente suonato adoperando strumentazioni tipiche della musica rock (quali chitarra elettrica e batteria) che vengono affiancate a sintetizzatore, suoni prodotti elettronicamente oppure tratti dai videogiochi. Esso emerse grazie a molti stili quali l'hardcore punk, il post-hardcore, il metalcore e l'heavy metal. Il Nintendocore è inoltre influenzato da generi quali l'electro, il noise rock, il post-rock e lo screamo.
I gruppi Nintendocore sono spesso diversi fra loro. Quelli che presentano un cantante, quali i Depreciation Guild, "adoperano vocalizzi eterei", i Megas scrivono testi che rispecchiano le trame dei videogiochi, gli Horse the Band "miscelano" metalcore, heavy metal, thrash metal, post-hardcore e post-rock, cantando brani urlati su un sottofondo strumentale, mentre i Math the Band sono ispirati all'electro ed al dance-punk. Tuttavia, altri gruppi Nintendocore fanno musica prettamente strumentale, quali i Minibosses, che suonano riff di chitarra ispirati a quelli dei Kyuss, mentre gli Advantage sono ispirati a generi più sperimentali quali il post rock ed il noise rock. Nonostante queste differenze stilistiche, i gruppi Nintendocore "utilizzano tutti determinati strumenti per imitare i suoni tratti dai giochi delle console Nintendo".